# Corydalis pingwuensis
Corydalis pingwuensis là một loài thực vật có hoa trong họ Anh túc. Loài này được Z.Y.Wu mô tả khoa học đầu tiên năm 1991.